# Епархия Чхунчхона
Епархия Чхунчхона (лат. Dioecesis Chuncheonensis) — епархия Римско-Католической церкви с центром в городе Чхунчхон, Южная Корея. Епархия Чхунчхона входит в митрополию Сеула.

## История
25 апреля 1939 года Римский папа Пий XII выпустил буллу Ad fidei propagationem, которой учредил апостольскую префектуру Чхунчхона, выделив её из апостольского викариата Сеула (сегодня — Архиепархия Сеула).
20 сентября 1955 года Римский папа Пий XII издал буллу Etsi sancta Ecclesia, которой преобразовал апостольскую префектуру Чхунчхона в апостольского викриата.
10 марта 1962 года Римский папа Иоанн XXIII издал буллу Fertile Evangelii semen, которой преобразовал апостольский викариат Чхунчхона в епархию.
22 марта 1965 года епархия Чхунчхона передала часть своей территории для возведения новой епархии Вонджу.

## Ординарии епархии
- епископ Thomas Quinlan (1940 — 1943);
- епископ Stewart SSCME (1966 — 1994);
- епископ John Chang-yik (1994 — 2010);
- епископ Lucas Kim Un-hoe (2010 — по настоящее время).

## Источник
- Annuario Pontificio, Libreria Editrice Vaticana, Città del Vaticano, 2003, ISBN 88-209-7422-3
- Булла Ad fidei propagationem, AAS 31 (1939), стр. 295  (лат.)
- Bolla Etsi sancta Ecclesia, AAS 48 (1956), стр. 192  (лат.)
- Булла Fertile Evangelii semen, AAS 54 (1962), стр. 552  (лат.)